# Louis Marie Charles de Bodin de Galembert
Pour les articles homonymes, voir de Bodin.
Louis Marie Charles de Bodin, comte de Galembert, né à Vendôme le 15 juin 1813 et mort à Bocé le 23 septembre 1891, est un peintre, historien et archéologue français.

## Biographie
Louis Marie Charles de Bodin de Galembert naît à Vendôme le 15 juin 1813 ; c'est là que son père Joseph-François Henri s'est fixé en 1804 après son retour d'émigration en Italie. Il est le neveu de Charles-Achille de Vanssay.
Il apprend la peinture religieuse à Paris sous la direction Charles de Steuben.
Il épouse Valentine Berthemy (fille du général Pierre-Augustin Berthemy) le 25 août 1844.
Outre la peinture, il s'intéresse également à l'archéologie et à l'histoire et, lors d'un long voyage dans le bassin méditerranéen, il réalise de nombreux dessins et recueille une copieuse documentation sur l'Italie, la Grèce, le Syrie et l'Égypte. Il compte parmi les premiers membres de la Société archéologique de Touraine dont il est vice-président de 1871 à 1874. Il est également membre de la Société française d'archéologie et inspecteur des monuments historiques d'Indre-et-Loire en 1856.
Il meurt le 23 septembre 1891 dans son château de Parpacé, à Bocé, dont il a hérité à la mort de sa mère en 1870 et où il s'est retiré peu de temps après pour des raisons qui demeurent inconnues.

## Œuvre picturale et archéologique

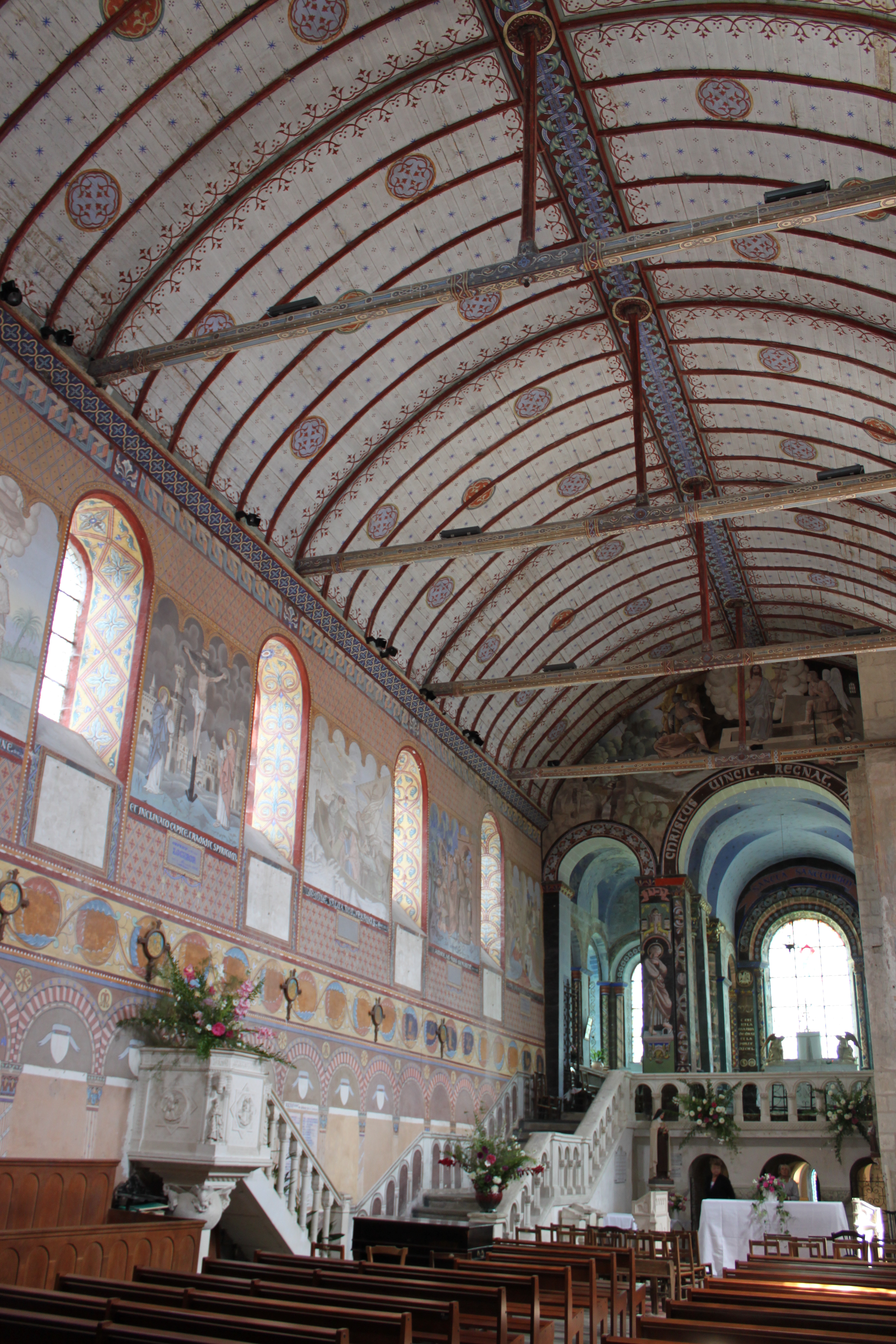
Peintures de Rivière.

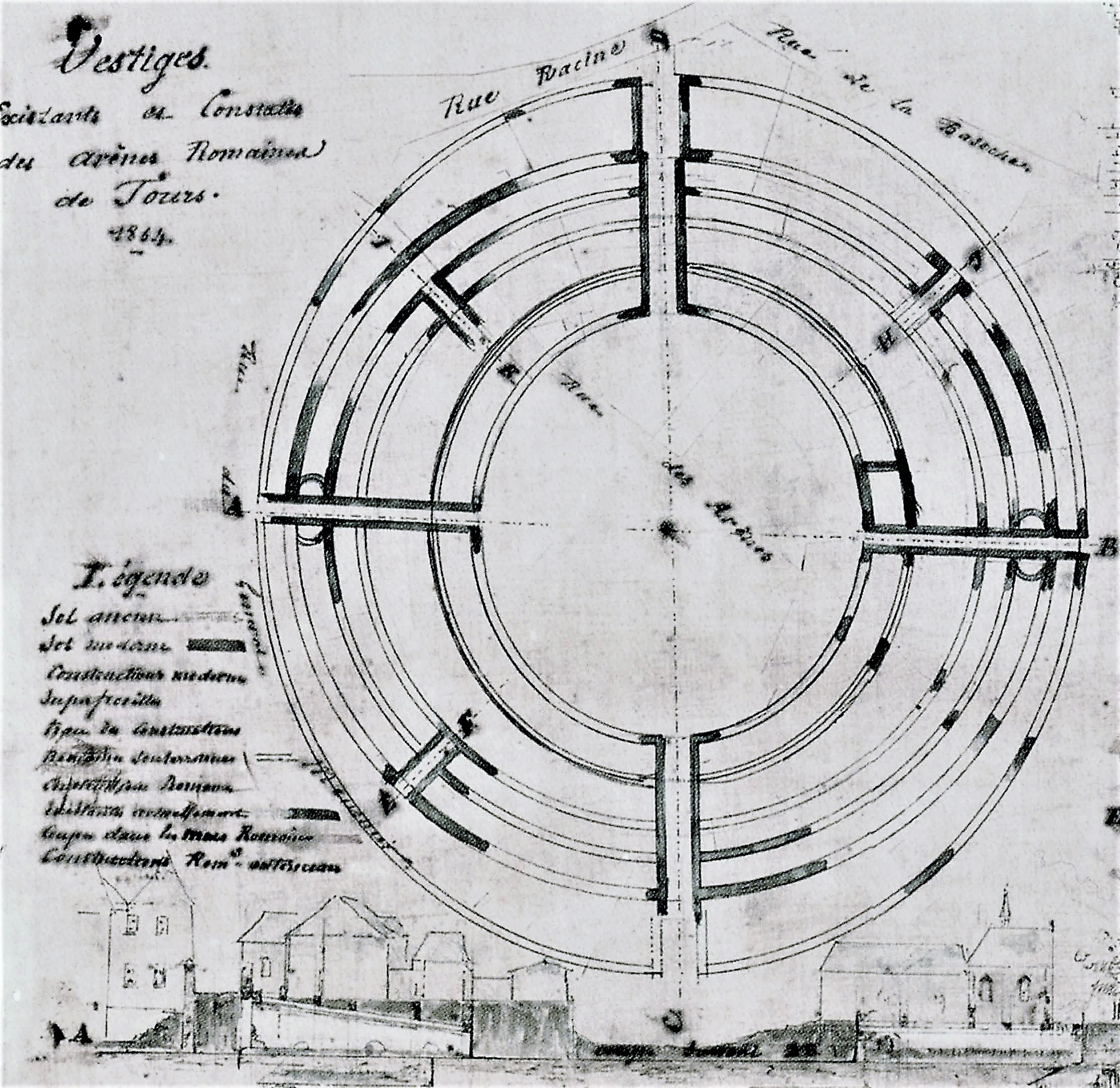
Plan de l'amphithéâtre de Tours.

En tant qu'artiste peintre religieux, Galembert est rattaché au mouvement nazaréen. Il expose à Paris en 1841 où sa Crucifixion lui assure la notoriété, ainsi qu'en 1861. Il réalise ou restaure le décor peint d'une dizaine d'églises dans le centre de la France, comme celles de Villaines-les-Rochers ou Rivière, même si son travail est parfois critiqué dans les décennies qui suivent par d'autres archéologues, à l'instar de Robert Ranjard. Il recense les monuments tourangeaux en péril et les œuvres d'art qu'ils contiennent.
Menant de front sa carrière de peintre et sa passion pour l'archéologie, il est en 1853 rapporteur d'une commission chargée d'examiner des vestiges antiques à Tours, notamment ceux de l'amphithéâtre dont il dresse le premier plan. Il rédige un Mémoire sur l'histoire et les progrès de la peinture murale et de la sculpture en Touraine [au Moyen Âge], publié à l'occasion du Congrès archéologique de France en 1862.
Il eut entre autres pour élève Léon Hodebert.

## Pour en savoir plus